# Ceca chimie de spécialités
Pour les articles homonymes, voir CECA.
 (décembre 2024).
L'article doit être relu — et modifié si nécessaire — par des contributeurs indépendants pour apporter un regard critique aux contributions effectuées en violation des conditions d'utilisation de Wikipédia, tant sur la forme (notamment concernant le style encyclopédique, la proportionnalité) que sur le fond (la neutralité de point de vue, la qualité et l'indépendance des sources).
CECA (Carbonisation Et Charbons Actifs), était filiale à 100 % du groupe Arkema, un des acteurs mondiaux de la chimie de spécialité. CECA, à travers ses 16 sites de productions élabore et développe des produits intermédiaires et additifs chimiques. Le siège social se situe à La Garenne-Colombes aux portes de Paris La Défense. Le siège de la société mère Arkema se situe dans la ville voisine de Colombes (Hauts-de-Seine).
Sept spécialités chimiques sont présentes dans le portefeuille de l'entreprise :
- Additifs bitume,
- Spécialités du phosphore,
- Additifs production pétrole et gaz,
- Agents filtrants,
- Charbons actifs,
- Tamis moléculaires (zéolithes synthétiques)
- Unités de Récupération de Solvants (SRU - adsorption en phase gazeuse de COV avec récupération de solvants)
- Tensioactifs de spécialités.

Marc-Antoine Mallet était le dernier directeur général de CECA, jusqu'en 2017.

## Historique
- 1924 : La S.R.E.P., société de recherches et d'exploitation pétrolifère du groupe Empain exploite l'un des premiers gisements de gaz naturel. Pour dégazoliner, purifier le gaz, la société a besoin de charbons actifs qu'elle importe.
- 1928 : La S.R.E.P. crée CECA (Carbonisation Et Charbons Actifs), lorsque le niveau de ses achats en charbons actifs lui permet d'envisager sa propre production. À l'origine les activités de CECA se limitaient donc à la production de charbons actifs et à leurs applications dans divers domaines mettant en œuvre les phénomènes d'adsorption. CECA s'intéresse donc par la suite à la fabrication d'autres adsorbants, à de nouvelles utilisations et à la production d'adjuvants nécessaires à la mise en œuvre de ces adsorbants. Progressivement, l'expérience acquise dans diverses techniques séparatives (adsorption en phase gazeuse et liquide, filtration liquides solides) conduit l'entreprise à s'intéresser au dépoussiérage de l'air, au traitement des eaux et même dans le traitement du pétrole.
- 1975 : Didier Pineau-Valencienne prend la tête du groupe en difficulté et le restructure.
- 1975 : Fusion de PIERREFITTE-AUBY et de C.E.C.A. donnant naissance à CECA S.A.
- 1976 : CECA achète 97 % des parts de la société suisse Febex[1] spécialisée dans les produits dérivés du phosphore haut de gamme[2].
- 1981 : Paribas, devenu actionnaire à 100 % de CECA, ne désire pas conserver trop d'intérêts dans la chimie et recherche un acquéreur pour sa filiale.
- août 1981: Elf Aquitaine rachète CECA.
- 1985 : Le groupe Elf Aquitaine procède à une réorganisation de ses activités chimie fine et chimie de spécialités. La société ROUSSELOT (entreprise familiale devenue filiale à 100 % d'Atochem en 1977) est alors éclatée entre CECA et SANOFI-BIO.
- 1986 : CECA installe son siège au Cœur de La Défense.
- 1987 : CECA rachète l'activité Spécialités Chimiques de BARNIER (Division Borden Chemicals) et l'intègre à DPC.
- 1988 : Le groupe Elf Aquitaine procède à une nouvelle réorganisation de ses activités (division adsorption): CECA se concentrera sur le développement, la production et la fourniture d'adsorbants (charbon actif et tamis moléculaires), DEC (Dynamic Environmental Corporation -> DEC IMPIANTI)[3] sur l'ingénierie d'applications environnementales et durables, et développera des technologies innovantes et avancées de régénération sur site des adsorbants développé par CECA. DEC a repris la clientèle existante de CECA pour les unités de récupération solvants (COV) par adsorption en phase gazeuse (SRU), héritant des références complètes des SRU existantes et des activités connexes d'ingénierie, de construction et de service (retrofit et revamping)[4].
- 1989 : CECA achète les activités chimiques de la société GERLAND.
- 1990 : Apport par M&T Chimie de la commercialisation pour le compte d'Elf Atochem des additifs plastiques et produits industriels.
- 2000 : ATOFINA nait de la fusion de TOTALFINA et ELF, CECA appartient à la branche Chimie du Groupe TotalFinaElf.
- 2003 : la dénomination du Groupe TotalFinaElf devient Total.
- 4 octobre 2004 : Le groupe Arkema nait de la réorganisation de la branche chimie de Total.
- novembre 2016 : Cession de Charbons Actifs et Agents de Filtration d'Arkema au groupe américain Calgon Carbon[5].

## Centres de recherche
Deux centres de Recherche et Développement :
- Centre de Recherches Rhône-Alpes
- Groupement de Recherche de Lacq